# Клинкерфус, Вильгельм
Эрнст Фридрих Вильгельм Клинкерфус (Ernst Friedrich Wilhelm Klinkerfues) — немецкий астроном и метеоролог.

## Биография
Клинкерфус был сыном военного врача в Гессен-Касселе. Поступив в Кассельский политехникум, Клинкерфус занимался на досуге астрономическими наблюдениями и перечитал много книг по астрономии. По окончании курса в 1846 году Клинкерфус в качестве гражданского инженера участвовал в постройке Майн-Везерской железной дороги, но зимой слушал лекции в Марбургском университете. Здесь он увлёкся лекциями Герлинга и подружился с Тиндалем и Шёнфельдом, бывшими студентами в Марбурге. 
В 1851 году, по рекомендации Герлинга, Клинкерфус поступил ассистентом в Гёттингене к Гауссу и тут всецело предался астрономическим наблюдениям и вычислениям. Между прочим, он открыл несколько комет, а в 1855 году защитил уже диссертацию на доктора («Ueber eine neue Methode die Bahnen der Doppelsterne zu berechnen». С 1868 года до самой смерти Клинкерфус был директором Гёттингенской обсерватории. Кроме астрономических наблюдений Клинкерфус занимался исследованиями влияния движения среды и источника света на показатель преломления лучей света, спектральным анализом и прочим. Главный труд Клинкерфуса — это прекрасный курс «Теоретической астрономии». 
В своих денежных делах Клинкерфус совершенно не знал порядка, был в постоянных долгах и в конечном итоге покончил жизнь самоубийством. Похоронен на Гёттингенском городском кладбище. В его честь названы 6 непериодических комет.